# Marsdenia divisicola
Marsdenia divisicola är en oleanderväxtart som beskrevs av P.I. Forster. Marsdenia divisicola ingår i släktet Marsdenia och familjen oleanderväxter. Inga underarter finns listade i Catalogue of Life.